# 1091.
◄ | 10. stoljeće | 11. stoljeće | 12. stoljeće | ►
◄ | 1060-ih | 1070-ih | 1080-ih | 1090-ih | 1100-ih | 1110-ih | 1120-ih | ►
◄◄ | ◄ | 1088. | 1089. | 1090. | 1091. | 1092. | 1093. | 1094. | ► | ►►
Arhitektura • Astronomija • Knjige • Književnost • Kršćanstvo • Medicina • Pravo • Promet • Znanost

## Smrti
- hrvatski kralj Stjepan II. Trpimorivić

## Vanjske poveznice
|  | Zajednički poslužitelj ima još gradiva o temi 1091. |